# 梅利尼基-莫斯季謝
51°41′0″N 24°49′50″E / 51.68333°N 24.83056°E
梅利尼基-莫斯季謝（烏克蘭語：Мельники-Мостище），是烏克蘭西北部的村莊，隸屬沃倫州的卡明-卡希爾斯基區。該村面積2.64平方公里，海拔高度151米，2001年人口756，人口密度每平方公里286.58人。